# Полное товарищество
Полное товарищество — вид хозяйственных товариществ, участники которого (полные товарищи) в соответствии с заключённым между ними учредительным договором занимаются предпринимательской деятельностью от имени товарищества и несут солидарно-субсидиарную ответственность по его обязательствам принадлежащим им имуществом. В историческом развитии первообразом полного товарищества в германских и итальянских средневековых городах послужили товарищества братьев и ближайших родственников, не желавших делиться после смерти главы дома.

## Требование закона
Наименование должно «содержать либо имена (наименования) всех его участников и слова „полное товарищество“, либо имя (наименование) одного или нескольких участников с добавлением слов „и компания“ и слова „полное товарищество“» (ст.69 ГК).

## Учредительные документы
Полное товарищество создаётся и действует на основании учредительного договора. Учредительный договор подписывается всеми его участниками и должен содержать следующие сведения:
- наименование полного товарищества;
- место его нахождения;
- порядок управления деятельностью товарищества;
- условия о размере и составе складочного капитала товарищества;
- условия о размере и порядке изменения долей каждого из участников в складочном капитале;
- условия о размере, составе, сроках и порядке внесения вкладов участниками;
- условия об ответственности участников за нарушение обязанностей по внесению вкладов.

Договором определяются также условия и порядок распределения между участниками прибыли и убытков, управления деятельностью юридического лица, выхода учредителей (участников) из его состава.

## Участники полного товарищества
Участники полного товарищества называются полными товарищами и могут быть только индивидуальными предпринимателями и (или) коммерческими организациями (при этом они не могут больше принимать участия в других полных товариществах). Количество участников не должно быть меньше двух. Права и обязанности участников распределяются пропорционально их вкладам в складочный капитал, при этом размер доли не влияет на реализацию своих прав участниками. Решение принимаются в полном товариществе единогласно, а в случае, если это предусмотрено учредительным договором ПТ, большинством голосов. Каждый участник имеет один голос (если иное не предусмотрено учредительным договором), а также каждый участник вправе представлять интересы полного товарищества, если не предусмотрено учредительным документом ведение дел совместно с другими участниками ПТ. Особенностью ПТ является полная ответственность участников, которую они несут вне зависимости от размеров вклада, иначе говоря, участники ПТ отвечают своим собственным имуществом. Отношения между участниками ПТ носят доверительный характер. ПТ может быть преобразовано участниками в хозяйственное общество в течение 6 месяцев, если в нём остался единственный участник. Кредитор вправе взыскать с доли участника ПТ недостающую ему сумму, при недостатке иного его имущества для покрытия долгов.

### Права участников
Участник полного товарищества вправе:
- получать доход пропорционально вкладу в складочный капитал;
- участвовать в управлении делами товарищества;
- получать информацию о деятельности товарищества, знакомиться с его бухгалтерскими книгами и иной документацией в установленном учредительными документами порядке;
- принимать участие в распределении прибыли;
- получать в случае ликвидации товарищества часть имущества, оставшегося после расчётов с кредиторами, или его стоимость;
- выйти из товарищества в любое время.

### Обязанности участников
Участник полного товарищества обязан:
- нести расходы пропорционально вкладу в складочный капитал;
- внести не менее половины своего вклада в складочный капитал товарищества к моменту его регистрации, остальная часть должна быть внесена участником в сроки, установленные учредительным договором;
- при невыполнении обязанности по внесению своего вклада участник обязан уплатить товариществу десять процентов годовых с не внесённой части вклада и возместить причинённые убытки, если иные последствия не установлены учредительным договором;
- не разглашать конфиденциальную информацию о деятельности товарищества;
- участвовать в деятельности товарищества в соответствии с условиями учредительного договора;
- воздержаться от совершения от своего имени и в своих интересах или в интересах третьих лиц сделок, однородных с теми, которые составляют предмет деятельности товарищества
- и ничего более

## Органы управления
Управление деятельностью полного товарищества осуществляется по общему согласию всех участников. Учредительным договором товарищества могут быть предусмотрены случаи, когда решение принимается большинством голосов участников.
Каждый участник полного товарищества имеет один голос, если учредительным договором не предусмотрен иной порядок определения количества голосов его участников.
Каждый участник полного товарищества вправе действовать от имени товарищества, если учредительным договором не установлено, что все его участники ведут дела совместно, либо ведение дел поручено отдельным участникам.
При совместном ведении дел товарищества его участниками для совершения каждой сделки требуется согласие всех участников товарищества.
Если ведение дел поручается одному или нескольким участникам, остальные участники для совершения сделок от имени товарищества должны иметь доверенность от участника (участников), на которого возложено ведение дел.

## Складочный капитал
Минимальный и максимальный размеры складочного капитала не ограничены.

## Порядок распределения прибыли
Прибыль и убытки полного товарищества распределяются между его участниками пропорционально их долям в складочном капитале, если иное не предусмотрено учредительным договором или иным соглашением участников. Не допускается соглашение об устранении кого-либо из участников товарищества от участия в прибыли или в убытках.
Если вследствие понесённых товариществом убытков стоимость его чистых активов станет меньше размера его складочного капитала, полученная товариществом прибыль не распределяется между участниками до тех пор, пока стоимость чистых активов не превысит размер складочного капитала.

## Ответственность участников полного товарищества
Участники полного товарищества солидарно несут субсидиарную ответственность своим имуществом по обязательствам товарищества.
Участник полного товарищества, не являющийся его учредителем, отвечает наравне с другими участниками по обязательствам, возникшим до его вступления в товарищество.
Участник, выбывший из товарищества, отвечает по обязательствам товарищества, возникшим до момента его выбытия, наравне с оставшимися участниками в течение двух лет со дня утверждения отчёта о деятельности товарищества за год, в котором он выбыл из товарищества.

## Выбытие участника из полного товарищества
Каждый участник вправе выйти из полного товарищества, при этом, если заключается договор о запрете выхода из полного товарищества, то он считается ничтожным.
Ст. 78 ГК «Последствия выбытия участника из полного товарищества»:

«1. Участнику, выбывшему из полного товарищества, выплачивается стоимость части имущества товарищества, соответствующей доле этого участника в складочном капитале, если иное не предусмотрено учредительным договором. По соглашению выбывающего участника с остающимися участниками выплата стоимости части имущества может быть заменена выдачей имущества в натуре.
Причитающаяся выбывающему участнику часть имущества товарищества или её стоимость определяется по балансу, составляемому, за исключением случая, предусмотренного в статье 80 настоящего Кодекса, на момент его выбытия.

2. В случае смерти участника полного товарищества его наследник может вступить в полное товарищество лишь с согласия других участников. Юридическое лицо, являющееся правопреемником участвовавшего в полном товариществе реорганизованного юридического лица, вправе вступить в товарищество с согласия других его участников, если иное не предусмотрено учредительным договором товарищества.
Расчеты с наследником (правопреемником), не вступившим в товарищество, производятся в соответствии с пунктом 1 настоящей статьи. Наследник (правопреемник) участника полного товарищества несет ответственность по обязательствам товарищества перед третьими лицами, по которым в соответствии с пунктом 2 статьи 75 настоящего Кодекса отвечал бы выбывший участник, в пределах перешедшего к нему имущества выбывшего участника товарищества.

3. Если один из участников выбыл из товарищества, доли оставшихся участников в складочном капитале товарищества соответственно увеличиваются, если иное не предусмотрено учредительным договором или иным соглашением участников».

## Достоинства и недостатки
Достоинства:
- Возможность привлечения дополнительных средств;
- Доверие со стороны кредиторов.

Недостатки:
- Компенсация долгов за счёт личного имущества.